# Umweltverträglichkeit
Die Umweltverträglichkeit (auch Ökologieverträglichkeit) ist ein Maß für die direkten und indirekten Auswirkungen einer ursächlich durch den Menschen hervorgerufene Veränderung der Umweltbedingungen auf Böden, Gewässer, Luft, Klima, Menschen, Tiere und Pflanzen. In politischer und kommerzieller Prosa bezeichnet „umweltverträglich“ in der Regel jedoch eine nur sehr selten quantifizierte, oft auch nur diffus bezeichnete Qualität eines Produkts oder Vorhabens.

## Ökonomischer Aspekt
Ökonomisch betrachtet ist die Umweltverträglichkeit die Minimierung der umweltschädigenden Wirkungen aus Wirtschaft-, Staats- und Individualhandlungen. Sozial betrachtet ist die Umweltverträglichkeit ein Mehr an Bedürfnisbefriedigung bei weit weniger Naturinanspruchnahme. Umweltverträglichkeit korrespondiert mit Sozialverträglichkeit.
In der Arbeitswelt beinhaltet ökologiegerechtes Wirtschaften:
- den sparsamen Einsatz von Rohstoffen und Energie,
- Abbau von Altlasten und einer Kompensation der Naturbelastung nach dem Biotopwertverfahren,
- Vermeidung schädlicher Emissionen von Schall, Strahlung und Schadstoffen, Verringerung der Schadstoffbelastung von Boden, Wasser, Luft und Lebewesen durch den wirtschaftlichen Kreislauf (Produktion, Konsumtion und Entsorgung),
- Risikobegrenzung für die Natur und den Menschen durch Rückbau und Verzicht auf umweltschädliche Technologien.

## Umsetzung
Ein Minimum von Umweltverträglichkeit ist von Gesetzes wegen hauptsächlich im Umweltrecht vorgeschrieben. So muss im Rahmen der Genehmigung von Industrieanlagen, Flächennutzungsplänen, Straßenbaumaßnahmen etc. meist eine Umweltverträglichkeitsprüfung durchgeführt werden. In Deutschland wird dies vom Gesetz über die Umweltverträglichkeitsprüfung geregelt, in der Schweiz vom Umweltschutzgesetz.
Eine zusätzliche, freiwillige Umweltverträglichkeit bringt den  Unternehmen zudem Verbesserungen des Images, besseren Absatzchancen, Personalmotivation, Kostensenkungen (Einsparungen bei Material und Energie) und somit bessere Kreditwürdigkeit sowie Risikominderung (Gesundheitsschutz, Vermeidung zukünftiger Altlasten). Die Umweltverträglichkeit der Unternehmen kann durch verschiedene Mittel gefördert werden, beispielsweise durch das Kaufverhalten der Verbraucher und staatliche Maßnahmen wie Subventionen, Steuerreduktionen und Lenkungsabgaben (Umweltsteuern). Maßnahmen, die einen geringen Umfang und/oder eine kleine Wirkung haben, aber zwecks Imageförderung intensiv und medienwirksam beworben werden, werden allerdings dem Greenwashing zugerechnet.